# Cristo con il fucile in spalla
Cristo con il fucile in spalla (titolo originale Chrystus z karabinem na ramieniu) è un libro del giornalista e scrittore polacco Ryszard Kapuściński, edito nel 1975 ma pubblicato in Italia da Feltrinelli solo nel gennaio del 2011.

## Il libro
Una raccolta di articoli e reportage sulle lotte anticolonialiste e sui movimenti rivoluzionari nel Terzo Mondo a cavallo tra gli anni Sessanta e Settanta del Novecento, una serie di vividi ritratti di giovani rivoluzionari e sanguinari dittatori, personaggi che scrissero la storia delle rispettive nazioni e che Kapuściński ebbe l'opportunità di conoscere. Questo è Cristo con il fucile in spalla, il libro con cui sono raccontati incontri e avventure in diversi Paesi del giornalista inviato dell'Agenzia di stampa polacca Polska Agencja Prasowa (PAP). 
Il titolo del libro richiama la figura di Camilo Torres, sacerdote, sociologo e uomo politico colombiano schierato con i poveri che, unendo marxismo e fede cattolica, partecipò alla guerriglia dell'Esercito di Liberazione Nazionale, morendo in combattimento. 
La prima parte del libro è dedicata alla Palestina, con un reportage sulla storia dei territori palestinesi e sulla lotta dei Fedayyn. La seconda parte è invece dedicata all'America Latina. Raccontando aneddoti ed interviste Kapuściński dedica i suoi reportage a Guatemala, San Salvador, Haiti, Repubblica Dominicana e Bolivia. La terza ed ultima parte è dedicata al Mozambico, alla nascita di questa nazione africana liberatasi dal dominio coloniale e alle figure di Joaquim Chissano e Eduardo Mondlane.
All'interno di Cristo con il fucile in spalla, l'editore Feltrinelli ha inserito anche il saggio Perché è morto Karl von Spreti. Guatemala 1970, già pubblicato altrove, singolarmente, nel 2009.

## Edizioni
Il libro è stato pubblicato in lingua originale nel 1975. In Italia la prima edizione è del 2011, edito da  La Feltrinelli per la collana "I Narratori".